# Babacar Dione
Babacar Dione (22 maart 1997) is een Belgisch voetballer met Senegalese roots die sinds 2022 uitkomt voor Lokomotiv Plovdiv. Dione is een aanvaller.

## Carrière

### Excel Moeskroen
Dione ruilde in 2016 de jeugdopleiding van Zulte Waregem in voor die van Royal Excel Moeskroen. Nog geen jaar later maakte hij zijn debuut in het eerste elftal van de Henegouwse club: op de slotspeeldag van Play-off 2 kreeg hij van trainer Mircea Rednic een basisplaats tegen KV Kortrijk. In het seizoen 2017/18 kwam hij slechts eenmaal in actie: Babacar viel tijdens de reguliere competitie na 78 minuten in tegen Sporting Charleroi.
In het seizoen 2018/19 kreeg Dione onder leiding van Bernd Storck de mogelijkheid om zich te tonen in de Play-off 2. Hij kwam in actie tijdens de tien wedstrijden, waarvan zeven als basisspeler. Op 5 mei 2019 maakte hij zijn eerste treffer in de Jupiler Pro League. Hij scoorde de 3-0 tegen Zulte Waregem, de ploeg waar hij alle jeugdklassen doorliep.
In de drie daaropvolgende seizoenen kreeg Dione ontzettend weinig speelkansen in de eerste ploeg van Excel Moeskroen. In het seizoen 2019/20 liet trainer Bernd Hollerbach hem op de 28e competitiespeeldag tegen KAS Eupen (2-1-verlies) tijdens de rust invallen. Een week later liet Hollerbach hem tijdens de 1-0-zege tegen Waasland-Beveren in de 69e minuut invallen voor Marko Bakić. Kort daarop werd de competitie vroegtijdig stopgezet vanwege de coronapandemie. In het seizoen 2020/21, het laatste seizoen van Moeskroen in de Jupiler Pro League, speelde hij geen enkele officiële wedstrijd. In het seizoen 2021/22 kwam hij niet verder dan twee korte invalbeurten in Eerste klasse B en een halfuur speeltijd in de bekerwedstrijd tegen KVK Wellen.

### Lokomotiv Plovdiv
Na het faillissement van Excel Moeskroen vond hij onderdak bij de Bulgaarse eersteklasser Lokomotiv Plovdiv.  

## Clubstatistieken
| Seizoen     | Club                  | Competitie      | Competitie | Competitie | Competitie | Beker | Beker | Beker | Internationaal | Internationaal | Internationaal | Totaal | Totaal | Totaal |
| Seizoen     | Club                  | Competitie      | Wed.       | Dlp.       | Ass.       | Wed.  | Dlp.  | Ass.  | Wed.           | Dlp.           | Ass.           | Wed.   | Dlp.   | Ass.   |
| ----------- | --------------------- | --------------- | ---------- | ---------- | ---------- | ----- | ----- | ----- | -------------- | -------------- | -------------- | ------ | ------ | ------ |
| 2016/17     | Royal Excel Moeskroen | Eerste klasse A | 1          | 0          | 0          | 0     | 0     | 0     | —              | —              | —              | 1      | 0      | 0      |
| 2017/18     | Royal Excel Moeskroen | Eerste klasse A | 1          | 0          | 0          | 0     | 0     | 0     | —              | —              | —              | 1      | 0      | 0      |
| 2018/19     | Royal Excel Moeskroen | Eerste klasse A | 10         | 1          | 1          | 0     | 0     | 0     | —              | —              | —              | 10     | 1      | 1      |
| 2019/20     | Royal Excel Moeskroen | Eerste klasse A | 2          | 0          | 0          | 0     | 0     | 0     | —              | —              | —              | 2      | 0      | 0      |
| 2020/21     | Royal Excel Moeskroen | Eerste klasse A | 0          | 0          | 0          | 0     | 0     | 0     | —              | —              | —              | 0      | 0      | 0      |
| 2021/22     | Royal Excel Moeskroen | Eerste klasse B | 2          | 0          | 0          | 1     | 0     | 0     | —              | —              | —              | 3      | 0      | 0      |
| Club Totaal | Club Totaal           | Club Totaal     | 16         | 1          | 1          | 1     | 0     | 0     | 0              | 0              | 0              | 17     | 1      | 1      |
| 2022/23     | Lokomotiv Plovdiv     | Parva Liga      | 27         | 4          | 2          | 2     | 0     | 2     | —              | —              | —              | 29     | 4      | 4      |
| Club Totaal | Club Totaal           | Club Totaal     | 27         | 4          | 2          | 2     | 0     | 2     | 0              | 0              | 0              | 29     | 4      | 4      |
| TOTAAL      | TOTAAL                | TOTAAL          | 43         | 5          | 3          | 3     | 0     | 2     | 0              | 0              | 0              | 46     | 5      | 5      |

Bijgewerkt op 26 augustus 2022